# Football féminin Nîmes Métropole Gard
Maillots
Le Football Féminin Nîmes Métropole Gard est un club de football féminin français basé à Nîmes, créé en tant que section féminine du Football Club Jonquierois en 1995, avant de s'affranchir du club masculin en 2002, puis de se rapprocher finalement du Nîmes Olympique en 2012 (sans fusionner complètement).
Les Nîmoises atteignent pour la première fois la Division 2 en 2010, après avoir évolué durant quatre saisons au sein de la défunte Division 3. Le club s'est lentement installé comme le leader du football féminin dans le Gard, puis au sein de la Ligue du Languedoc-Roussillon de football, derrière le club professionnel du Montpellier HSC dont nombre de ses joueuses ont un jour porté le maillot. En 2015, les Gardoises terminent en tête de leur groupe de seconde division et sont promues en Division 1 pour la première fois de leur histoire. La saison suivante, les gardoises entament un lente descente aux enfers qui les mènent à l'issue de la saison 2017-2018 à retrouver le niveau régional.
L'équipe fanion du club participe à la D3 Féminine et évolue principalement au stade du Mas, à Marguerittes, même si elle joue parfois des matchs dans d'autres stades de l'agglomération nîmoise.

## Histoire

### La section féminine du FC Jonquierois (1995-2002)

#### La création de la section féminine (1995-2000)
En juillet 1993, le club de Jonquières-Saint-Vincent crée un partenariat et organise un premier échange avec le club de soccer de la ville homonyme de Jonquière au Québec. C'est à cette occasion que Jean-Yves Blaise et Isabelle Raux, alors dirigeants de la section benjamine, font la découverte du soccer féminin ; le football étant pratiqué outre-Atlantique tout autant par les hommes que par les femmes, contrairement en France où la pratique féminine est encore dans l'ombre à cette époque.
L'idée de créer une section féminine fait son chemin, et deux plus tard, pour la saison 1995-1996, deux équipes sont mises en place : une senior, et une benjamine pour déjà préparer l'avenir. Lors des 5 années suivantes, l'équipe fanion va progressivement prendre le pouvoir dans le District de football Gard-Lozère, et monter les échelons jusqu'à la plus haute division régionale, la Division d'Honneur du Languedoc-Roussillon.

#### Une prise de pouvoir dans le district du Gard (2000-2002)
L'équipe obtient son premier titre en 2000, en remportant la Coupe du district Gard-Lozère. Elle la gagnera à nouveau les deux années suivantes consacrant sa domination au niveau du district. Lors de la saison 2001-2002, le club a la première occasion dans son histoire d'atteindre le niveau national : en finissant vice-championne de Division d'Honneur derrière la réserve du Montpellier HSC, les Gardoises participent aux barrages qualificatifs pour la Division 3, une nouvelle division nationale mise en place l'année suivante. C'est un échec cinglant, les Jonquieroises perdent tous leurs matchs et finissent à la dernière place de leur poule qualificative.

### Le FF Redessan Nîmes Métropole (2002-2012)

#### Une progression au niveau régional (2002-2006)
En 2002, Jean-Yves Blaise décide de s'affranchir du club de Jonquières-Saint-Vincent et, en installant la section féminine dans la ville voisine de Redessan, celle-ci devient le Football féminin Redessan Nîmes Métropole, puis le Football féminin Nîmes Métropole Gard. Ce changement de nom et de stratégie illustre le désir du club de se développer au sein de la métropole nîmoise et de fédérer derrière lui au niveau départemental. Ce bouleversement va mettre un peu de temps pour porter ses fruits au niveau sportif, mais l'année 2006 souligne la progression du club : il atteint pour la première fois le 1er tour fédéral de la Coupe de France (Challenge de France) et obtient son billet pour la Division 3 Nationale en remportant les barrages qualificatifs.

#### La Division 3 (2006-2010)
L'équipe nîmoise va évoluer pendant 4 saisons en Division 3. Elle se classe, pour sa 1re année, à une prometteuse 5e place derrière Albi, Rodez, la réserve de Montpellier et Blanquefort, mais passe ensuite deux saisons compliquées dans le "ventre mou" de son groupe (en 8e puis 6e position), incapable d'accrocher une des deux places qualificatives pour le tournoi final.
La saison 2009-2010 est la dernière année d'existence de la Division 3. La phase finale est supprimée, et en prévision d'un nouveau groupe qui sera mis en place en Division 2 la saison suivante, les 4 premières équipes de chaque poule de Division 3 sont promues à l'issue de la saison, les autres sont reversées dans les divisions régionales. Les Nîmoises se battent jusqu'à la dernière journée et décrochent finalement la dernière place qualificative (4e) aux dépens du Puy-en-Velay grâce à une meilleure différence de buts (+8). Tout se joue lors d'une folle dernière journée de Championnat qui voit les Nîmoises remporter leur duel à distance, en étrillant Saint-Jean de Vedas, 12 buts à 0, tandis qu'au même moment, leurs concurrentes ponotes tentaient de rattraper leur retard face au Celtic de Marseille (score final : 9 buts à 1).
En Coupe de France (Challenge de France), le club gardois réalise sa meilleure performance lors de la saison 2008-2009. Il atteint les 1/16e de finale où il ne s'incline que 2 buts à 1 face au club de Division 1, l'ASJ Soyaux. Même parcours l'année suivante : les Nîmoises s'inclinent au même stade de la compétition face à Aulnat sportif (Division 3) aux tirs-au-but.

#### Premières saisons en Division 2 (2010-2012)
Promu en Division 2 lors de la mise en place d'un système à 3 poules, le Nîmes Métropole participe au championnat du groupe C, composé des équipes du sud-ouest de la France. L'équipe s'installe, dès sa 1re saison en Division 2 dans la première moitié du tableau, bien aidée il est vrai par les points de pénalité que reçoivent certaines équipes, cette année-là, pour ne pas encore avoir établi suffisamment d'équipes benjamines. Le club gardois, qui possède des équipes juniors depuis sa création, passe ainsi devant le Claix Football et le RCF Mâcon à la fin de la saison pour terminer en 2011 à la 5e place de son groupe.
Deux événements majeurs pour le club se produisent également cette année-là. Il y a tout d'abord ce troisième 1/16e de finale de suite en Coupe de France (Challenge de France), où les Nîmoises s'inclinent à nouveau aux tirs-au-but, cette fois face à un adversaire de Division 1, le Toulouse FC. Puis il y a ce titre de Division d'Honneur Languedoc-Roussillon remporté par l'équipe réserve, qui symbolise la profondeur de l'effectif du club, et sa montée en puissance au niveau régional où sa réserve rivalise désormais avec celle du voisin montpelliérain, double champion de France de première division.
Le FF Nîmes Métropole Gard se classe à la même place (5e) à l'issue de la saison 2011-2012, sans qu'il y ait cette fois de raisons extra-sportives. Les Nîmoises finissent tout proche du podium (à 4 points du 3e, le FCF Monteux), mais à plus de 20 points du Toulouse FC, promu en fin d'exercice.

### Le Football féminin Nîmes Métropole Gard (Depuis 2012)

#### Un rapprochement naturel (2012)
Se déplaçant d'un terrain à un autre dans l'agglomération nîmoise, le club souffre, depuis sa séparation du FC Jonquierois, d'un manque de visibilité, et surtout d'un manque de moyens. De plus, même si les résultats sont parfois mitigés, cette période voit la montée en puissance de clubs féminins bénéficiant de structures de clubs professionnels masculins. En plus de la création de sections féminines dans ces clubs professionnels, on observe ainsi des rapprochements entre des clubs féminins à la recherche de moyens et des clubs masculins qui souhaitent établir en leurs seins des sections féminines sans partir de zéro (Toulouse FC, EA Guingamp, Olympique lyonnais, AS Saint-Étienne, etc.).
C'est donc tout naturellement que le FF Nîmes Métropole et le Nîmes Olympique signent ensemble un partenariat en août 2012, afin que le club de football féminin puisse profiter progressivement des structures d'entraînement du club professionnel masculin et d'une meilleure visibilité. Le club abandonne sa tunique bleue héritée du FC Jonquierois pour adopter le rouge caractéristique du Nîmes Olympique et arbore le célèbre crocodile, emblème du club masculin. L'objectif du protocole signé entre les deux clubs est de viser la montée en Division 1 en 4 ou 5 ans avec un groupe suffisamment solide pour y pérenniser le club.

#### En course pour la montée (Depuis 2012)
La toute nouvelle structure passe tout proche de la catastrophe lors de sa 1re année d'existence : pourtant très attendues, les Nîmoises se classent 10e en fin de saison, devant les deux relégables : l'US Blanzynoise et le RCF Mâcon. Diminuées par les blessures et enchaînant les contre-performances, elles ne comptabilisent à l'issue de la saison que 6 victoires pour 5 nuls et 11 défaites.
La saison suivante sera d'un tout autre calibre. Le Nîmes Métropole se classe en fin d'exercice à une solide deuxième place, derrière l'ASPTT Albi, Champion de la division. Il profite lors de cette saison de plusieurs renforts de poids : Nora Hamou Maamar, internationale algérienne, et Marine Pervier en provenance de Montpellier, Oura Agnès Kouame, internationale ivoirienne, ou encore Élodie Lizzano de l'AS muretaine.
Fortes de cette deuxième place, les Nîmoises entament la saison 2014-2015 avec le statut de favorites, et cela d'autant plus que le club effectue à l'intersaison un recrutement spectaculaire qui perpétue la tradition de voir des joueuses du Montpellier HSC revêtir la tunique du club gardois après de nombreuses années au club héraultais de l'élite. Ludivine Diguelman, Zohra Ayachi et Élodie Ramos rejoignent ainsi le Nîmes Métropole. Ce recrutement est couronné de succès puisqu'à la fin de la saison, les Gardoises terminent première de leur groupe et sont promues en première division pour la première fois de leur histoire.

## Image et identité

### Noms et blasons
Le nom du club a subi des changements tout au long de son histoire. Initialement Football Club Jonquierois il devient Football féminin Redessan Nîmes Métropole lors de sa séparation avec l'équipe masculine du club. Enfin, lors de son rapprochement en 2012 avec le Nîmes Olympique, le club devient le Football féminin Nîmes Métropole Gard.
|                           |                           |                           |                           |                           |                           |  |  | FC Jonquierois (1995-2002)                 |                                         |                                         |                                         |                                         |                                         |  |  |                            |                            |                            |                            |                            |                            |  |  |  |  |  |  |  |  |  |  |  |  |  |  |  |  |  |  |
|                           |                           |                           |                           |                           |                           |  |  |                                            |                                         |                                         |                                         |                                         |                                         |  |  |                            |                            |                            |                            |                            |                            |  |  |  |  |  |  |  |  |  |  |  |  |  |  |  |  |  |  |
|                           |                           |                           |                           |                           |                           |  |  |                                            |                                         |                                         |                                         |                                         |                                         |  |  |                            |                            |                            |                            |                            |                            |  |  |  |  |  |  |  |  |  |  |  |  |  |  |  |  |  |  |
| FC Jonquierois (Masculin) | FC Jonquierois (Masculin) | FC Jonquierois (Masculin) | FC Jonquierois (Masculin) | FC Jonquierois (Masculin) | FC Jonquierois (Masculin) |  |  | FF Redessan Nîmes Métropole (2002-2012)    | FF Redessan Nîmes Métropole (2002-2012) | FF Redessan Nîmes Métropole (2002-2012) | FF Redessan Nîmes Métropole (2002-2012) | FF Redessan Nîmes Métropole (2002-2012) | FF Redessan Nîmes Métropole (2002-2012) |  |  | Nîmes Olympique (Masculin) | Nîmes Olympique (Masculin) | Nîmes Olympique (Masculin) | Nîmes Olympique (Masculin) | Nîmes Olympique (Masculin) | Nîmes Olympique (Masculin) |  |  |  |  |  |  |  |  |  |  |  |  |  |  |  |  |  |  |
| FC Jonquierois (Masculin) | FC Jonquierois (Masculin) | FC Jonquierois (Masculin) | FC Jonquierois (Masculin) | FC Jonquierois (Masculin) | FC Jonquierois (Masculin) |  |  | FF Redessan Nîmes Métropole (2002-2012)    | FF Redessan Nîmes Métropole (2002-2012) | FF Redessan Nîmes Métropole (2002-2012) | FF Redessan Nîmes Métropole (2002-2012) | FF Redessan Nîmes Métropole (2002-2012) | FF Redessan Nîmes Métropole (2002-2012) |  |  | Nîmes Olympique (Masculin) | Nîmes Olympique (Masculin) | Nîmes Olympique (Masculin) | Nîmes Olympique (Masculin) | Nîmes Olympique (Masculin) | Nîmes Olympique (Masculin) |  |  |  |  |  |  |  |  |  |  |  |  |  |  |  |  |  |  |
|                           |                           |                           |                           |                           |                           |  |  |                                            |                                         |                                         |                                         |                                         |                                         |  |  |                            |                            |                            |                            |                            |                            |  |  |  |  |  |  |  |  |  |  |  |  |  |  |  |  |  |  |
|                           |                           |                           |                           |                           |                           |  |  | FF Nîmes Métropole Gard (2012-Aujourd'hui) |                                         |                                         |                                         |                                         |                                         |  |  |                            |                            |                            |                            |                            |                            |  |  |  |  |  |  |  |  |  |  |  |  |  |  |  |  |  |  |

### Couleurs et maillots
Il n'y a pas d'information disponible sur les couleurs du club avant le rapprochement avec le Nîmes Olympique. Depuis, le club arbore les couleurs « Rouge et blanche » de leur équivalent masculin.

## Palmarès et records
Au niveau national, le FF Nîmes Métropole Gard totalise 1 participation en première division nationale, 9 participations en deuxième division nationale et 4 en troisième division nationale.
Le club a participé à 17 éditions de la coupe de France, autrefois appelé Challenge de France.
Le tableau ci-dessous récapitule tous les matchs officiels disputés par le FFNMG dans les différentes compétitions nationales à l'issue de la saison 2017-2018 :
| Championnats       | Saisons | Titres | J   | G  | N  | P  | Bp  | Bc  | Diff |
| Division 1         | 1       | 0      | 22  | 1  | 4  | 17 | 17  | 79  | -62  |
| Division 2         | 7       | 0      | 154 | 67 | 29 | 58 | 231 | 227 | +4   |
| Division 3         | 4       | 0      | 70  | 29 | 9  | 32 | 129 | 130 | -1   |
| Division d'Honneur | 5       | 0      |     |    |    |    |     |     |      |
| Coupes nationales  | Saisons | Titres | J   | G  | N  | P  | Bp  | Bc  | Diff |
| Coupe de France    | 17      | 0      |     |    |    |    |     |     |      |

### Palmarès
Le palmarès du FF Nîmes Métropole Gard comporte une Coupe de la Ligue du Languedoc-Roussillon et trois Coupes Gard-Lozère.
Le tableau suivant liste le palmarès du club actualisé à l'issue de la saison 2017-2018 dans les différentes compétitions officielles aux niveaux national et régional.
| Compétitions nationales                                                                                  | Compétitions régionales                                 |
| - Championnat de France - Meilleur : 12e en 2016. - Coupe de France - Meilleur : 1/8e de finale en 2016. | - Coupe Gard-Lozère (3) - Vainqueur : 2000, 2001, 2002. |

## Structures du club

### Stades
| \| Stade du Mas Praden Domaine de la Bastide Stade Saint-Laurent · (Hors Cadre) \| Emplacement des différents · stades à Nîmes. |
| Stade du Mas Praden Domaine de la Bastide Stade Saint-Laurent · (Hors Cadre)                                                    |

Avant le rapprochement avec le Nîmes Olympique, les nîmoises ont évolué sur le stade Saint-Laurent de Jonquières-Saint-Vincent jusqu'en 2002 puis par la suite, sur celui de Redessan, Manduel et surtout sur le stade du Mas Praden à Marguerittes, lors des dernières saisons.
De 2012 a 2018, le club profite des installations du Nîmes Olympique, ainsi la plupart des matchs sont désormais joués dans le centre d'entrainement du club au sein du Domaine de la Bastide où se trouve également le centre de formation du club masculin.
À partir de 2018, le club dispose des installations de la ville. L'équipe sénior s'entraîne à l'Hippodrome des Courbiers et joue sur le terrain annexe des Costières. Tandis que ses équipes jeunes s'entraînement à l'annexe des Costières ou à l'Hippodrome des Courbiers et jouent ses matchs sur les différentes installations de la ville.

## Joueuses et personnalités

### Joueuses
- Raux Isabelle (cofondatrice du club, entraîneur des équipes de jeunes et joueuse de 1995 à 2003)
- Estival Virginie (plus de 17 saisons au club qui l'a formée, présente lors des montées en D3 et D2)
- Savanier Émilie (plus de 15 saisons au club qui l'a formée, présente lors des montées en D3 et D2)
- De Regis de Gatimel Amelie (plus de 16 saisons au club qui l'a formée, présente lors des montées en D3 et D2)
- Hébrard Anne-sophie (plus de 17 saisons au club qui l'a formée, présente lors des montées en D3 et D2)
- Girod Marie-Pierre  (plus de 10 saisons au club, capitaine, présente lors des montées en D3 et D2)
- Saez Delphine (11 saisons au club, présente lors des montées en D2, et D1)
- Carrillo Marine (7 saisons au club qui l'a formée, elle a débuté en U19 nationaux, présente lors de la remontée en D2 après la descente en 2018)
- Medall Laurie 7 saisons au club, elle a débuté en U19 nationaux, présente lors de la remontée en D2 après la descente en 2018)

#### Entraîneurs
- Jean-Yves Blaise (1995 à 2004)
- Pierre Chavrondier (2004 à 2005)
- Ludovic Gros (2005 à 2008)
- Emmanuel Gros (2008 à 2012)
- Gilles Agniel (2012 à 2016)
- Nicolas Wachter (2016 à 2017)
- Ludovic Gros et Gabrielle Taves (2018 à 2022)
- Taves Gabrielle et Bonnet Yohan (2022/2023)

### Présidents
- Marcel Pierre (1995 à 2002)
- Jean-Luc Constant (2002 à 2008)
- Christian Taves (Depuis 2008)

### Autres équipes

#### Équipe réserve et équipes de jeunes
Pour la saison 2022/2023 le club dispose d'une équipe réserve séniors qui évoluera en Régional 2.
Une équipe U18 qui évoluera en championnat Régional 1, et qui aura pour objectif de monter en U19 nationaux.
Une équipe U15/U16 qui évoluera en championnat garçons à 11 tout au long de la saison.
Une équipe U13/U14 qui évoluera en championnat U13 garçons.
Une équipe U12/13 qui évoluera en championnat U12 garçons .
Une équipe U11 qui évoluera en championnat U10 garçons.
Une équipe U8/U9 et de U6/U7.